# Amina (film)
Amina (engelsk titel: Savage) är en svensk långfilm från 2022 i regi av Ahmed Abdullahi efter ett manus av Mona Masri. Filmen hade svensk biopremiär 1 december 2023. Detta efter att ha visats året innan på marockanska filmfestivalen Marrakech International Film Festival, där den blev nominerad för bästa långfilm. 

## Handling
Amina är en ung talangfull MMA-fighter som slåss för att hitta tillbaka till sin passion samtidigt som hon kämpar med att uppfostra sin dotter. När Amina får möjligheten att träna med en av de bästa coacherna, Rose, får hon allt svårare att klara förväntningarna som ställs på henne som fighter.

## Rollista
- Nimco Ahmed Ali - Amina
- Ariane Castellanos - Rose
- Jamilah Mohamed Abdullahi Kirih - Sofia
- Cecilia Milocco - Läraren
- Mahmut Suvakci - Richard
- Mattias Kindberg - Tomas
- Gorki Glaser-Müller - Nattklubbschef